# Hove
För andra betydelser, se Hove (olika betydelser).
Hove är en ort i East Sussex, Storbritannien. Den ligger i enhetskommunen Brighton and Hove och riksdelen England, i den södra delen av landet, 80 km söder om huvudstaden London. Hove ligger 24 meter över havet och antalet invånare är 75 174.
Terrängen runt Hove är lite kuperad. Havet är nära Hove söderut.  Närmaste större samhälle är Brighton, 2,0 km öster om Hove. 